# Юке-Тепе (931)
Юке́-Тепе́ (укр. Юке-Тепе, крымскотат. Yüke Töpe, Юке Тёпе) — гора Главной гряды в Крыму с куполообразной покрытой лиственным лесом вершиной, высота 931 м, северо-западный отрог Демерджи-яйлы.

## Описание
Высота наивысшей точки — 931 м. На южном склоне расположен меньший купол 905 м. Покрыта буково-дубовым лесом. Название в переводе с крымскотатарского языка означает «липовая вершина» (yüke — липа, töpe — вершина).
С севера от массива Замана 1067 м гора отделена глубокой долиной реки Курлюк-Су. На левом склоне долины Курлюк-Су расположены родники Юке-Тепе, Юке-Тепе II, Юке-Тепе III и родник Мокрый грот практически у русла реки. На северном склоне горы урочище Демир-Хопу. С севера по долине Курлюк-Су вдоль подножия Юке-Тепе проходит 135 туристический маршрут.
На западном склоне имеет четыре отрога, разделённых глубокими балками. Непосредственно на западе от Юке-Тепе расположена долина реки Ангара, вдоль неё проходит автодорога 35А-002 Симферополь — Ялта. Памятник Партизанская шапка находится у северо-западного подножия Юке-Тепе на 27-м километре шоссе в долине Ангары. Был создан в 1963 году. Художники — Э. М. Грабовецкий и И. С. Петров, архитектор Л. П. Фруслов, скульптор — Б. Ю. Усачёв. Является объектом культурного наследия регионального значения.
С юга находится балка (в сезон река) Юке-Тепе, другое название Даутнус, и родники Трофимцева, Юке-Тепе Южный, Пограничный. 
На восточном склоне урочище Красноглинка. 